# Harlekijnbaardvogel
De harlekijnbaardvogel (Psilopogon mystacophanos synoniem: Megalaima mystacophanos) is een baardvogel die voorkomt in de Indische Archipel.

## Beschrijving
De harlekijnbaardvogel is 23 cm lang. Hij is -net als de andere Aziatische baardvogels- vrij plomp van bouw en overwegend groen gekleurd. Hij heeft een forse, donker gekleurde snavel met borstels aan de basis van de snavel. Het mannetje heeft op het voorhoofd een gele vlek en verder een rode kopkap en rood op de kin. Bij het vrouwtje ontbreekt die gele vlek en de rode kinvlek. Deze soort is nauw verwant (een zustersoort) aan de bergbaardvogel (P. monticola) en vervangt deze baardvogel in de bossen op lagere hoogte.

## Verspreiding en leefgebied
De harlekijnbaardvogel komt voor op het schiereiland Malakka, op Sumatra en op Borneo. Het is een algemene standvogel van laagland regenwoud, maar komt ook wel voor in uitgekapt bos, moerasbos, tuinen en rubberplantages die grenzen aan bos tot op hoogstens 1000 m boven de zeespiegel.
De soort telt 2 ondersoorten:
- P. m. mystacophanos: Malakka, Sumatra en Borneo.
- P. m. ampala: Batu (nabij westelijk Sumatra).

## Status
De grootte van de populatie is niet gekwantificeerd. Wel is bekend dat harlekijnbaardvogel te lijden heeft door de ontbossingen veroorzaakt door (vaak illegale) boskap, bosbranden en omzetting van bos in agrarisch cultuurland. Om deze reden staat deze baardvogel als gevoelig op de Rode Lijst van de IUCN.

## Afbeeldingen

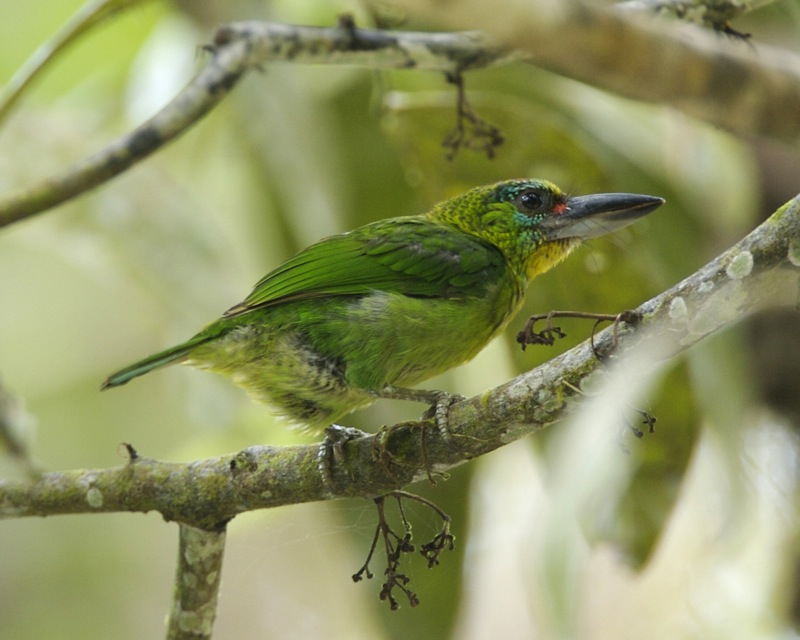
Onvolwassen vrouwtje, foto uit Thailand